# (385194) 1998 KG62
(385194) 1998 KG62, também escrito como (385194) 1998 KG62, é um objeto transnetuniano que está localizado no cinturão de Kuiper, uma região do Sistema Solar. Este objeto é classificado com um cubewano. Ele possui uma magnitude absoluta de 6,5 e tem cerca de 221 km de diâmetro.

## Descoberta
(385194) 1998 KG62 foi descoberto no dia 29 de maio de 1998 pelo astrônomo G. Bernstein.

## Órbita
A órbita de (385194) 1998 KG62 tem uma excentricidade de 0,052 e possui um semieixo maior de 43,242 UA. O seu periélio leva o mesmo a uma distância de 41,011 UA em relação ao Sol e seu afélio a 45,473 UA.